# Bomarea salsilla
Bomarea salsilla là một loài thực vật có hoa trong họ Alstroemeriaceae. Loài này được (L.) Mirb. miêu tả khoa học đầu tiên năm 1804.